# Craspedorrhynchus nisi
Craspedorrhynchus nisi är en insektsart som först beskrevs av Henry Denny 1842.  Craspedorrhynchus nisi ingår i släktet Craspedorrhynchus, och familjen fjäderlöss. Arten är reproducerande i Sverige.